# Jakobsladder (speelgoed)
Een jakobsladder is een rij plankjes, waarbij elk plankje aan elk volgend plankje is bevestigd met een bijzonder scharniersysteem. Het wordt gebruikt als speelgoed, of om mensen te verbazen met een schijnbaar onmogelijk fenomeen.

## Scharniersysteem
Bij het scharniersysteem van een jakobsladder kunnen twee plankjes, 
als ze dichtgevouwen zijn zowel aan de linkerkant als aan de rechterkant open gevouwen worden. 
Dit komt doordat de touwtjes die het scharnier vormen aan beide zijden van elk plankje doorlopen.

## Zelf maken
Een jakobsladder is eenvoudig zelf te maken (zie afbeelding).
Gebruik diskettes of een stapeltje speelkaarten als plankje en gebruik soepel lint of elastiekjes om de plankjes te verbinden. Hoe meer plankjes men gebruikt, des te langer de ladder wordt.
De jakobsladder is genoemd naar het visioen waarmee Jakob de Engelen op en neer zag klimmen, zie Jakobsladder (Bijbel).